# Nowa Jamka
Nowa Jamka (Deutsch Jamke) – wieś w Polsce położona w województwie opolskim, w powiecie opolskim, w gminie Dąbrowa. Administracyjnie, w skład wsi wchodzi przysiółek Poręby.
Od 1950 r. miejscowość należy administracyjnie do województwa opolskiego.

## Nazwa
W okresie hitlerowskiego reżimu w latach 1936-1945 miejscowość nosiła nazwę Mittenwalde.

## Historia
Od końca XVIII w. wies posiadała pieczęć gminną, na której wizerunku przedstawiono chłopa z sierpem w prawej i kapeluszem w lewej ręce, po lewej stronie dwa ptaki w locie.

## Zabytki
Do wojewódzkiego rejestru zabytków wpisany jest dwór.